# Isotria
Isotria,  es un género   de orquídeas de hábitos terrestres. Consta de sólo dos especies que se encuentran en el sureste de Canadá, Estados Unidos y en Europa Central y Oriental. Se caracterizan por la disposición de las hojas, todas de la misma altura del tallo, formando una corona alrededor de las flores.

## Especies
1. Isotria medeoloides (Pursh) Raf., Fl. Tellur. 4: 47 (1838).
2. Isotria verticillata (Muehl. ex Willd.) Raf., Med. Repos. 5: 357 (1808).

## Taxonomía
Isotria fue descrita por Constantine Samuel Rafinesque y publicado en Medical Repository 5: 357, en el año 1808.